# Balseros (filme)
Balseros é um filme-documentário espanhol de 2002 dirigido e escrito por Carles Bosch e Josep Maria Domènech, que segue a história de refugiados cubanos, os balseros, que procuram auxílio em países vizinhos. Foi indicado ao Oscar de melhor documentário de longa-metragem na edição de 2004.